# Народный музыкальный инструмент
Народный музыкальный инструмент — музыкальный инструмент, который возник в народе (в крестьянской среде), имеет прочную связь с определенной этнической группой и используется для воспроизведения различных звуков народной музыки. 
Народный музыкальный инструмент используется в быту и музыкально-художественном исполнительстве. Он может быть изготовлен из дерева, бересты, тростника, рога животного, металла или другого материала. В своём развитии связан с духовной жизнью, бытовым укладом, эстетическими и нравственными устоями народа.
Используется на праздниках, похоронах и в будние дни как выражение чувств, для синхронизации действий (например, у гребцов, плотников) или для коротания времени (пастухами).
К наиболее существенным признакам музыкального инструмента относятся:
1. Физический признак. Музыкальный инструмент в широком смысле — это прежде всего средство добывания звука человеком вне его собственного тела. Правда, функцию инструмента может выполнять и человеческий голос, хлопанье в ладоши или притопывание — многие органологи считают их первыми проявлениями инструментального музицирования.
2. Функциональность. Не каждое средство, способное издавать звук, используется человеком именно в этих целях. Ведь звучит и воздушная мельница, и колесо колодца. Поэтому важным признаком музыкального инструмента как звукового орудия является направленность его использования человеком на звукоизвлечение. Звуковое средство человек использует сознательно и достигает с помощью звука решения жизненных задач.
3. Эстетичность. Звуковое средство становится музыкальным инструментом, когда сфера «звуковых понятий», которые оно воплощает, включают в себя явления музыкального искусства.

Большинство музыкальных инструментов, на которых играют многие западные фолк-группы, имеют современные усовершенствования и изменения. Например, это ирландские народные скрипки, арфы и волынки.